# Studeničný
Studeničný je hora v Jablunkovském mezihoří, která má nadmořskou výšku 718 metrů. Leží jen několik málo kilometrů od polské a slovenské hranice. Pod vrcholem stojí horská chata Studeničné, která vznikla z bývalé hájenky lesního závodu, kterou zakoupily Třinecké železárny na konci 70. let minulého století a přestavěly na turistickou chatu. Po roce 1989 budovu pronajaly a dnes jí vlastní pan Josef Wawrzacz.
V chatě je možnost ubytování, v suterénu je zřízena restaurace a vinárna, v letních měsících je možnost využití sauny a bazénu. Také je zde v zimě možnost lyžování a běžkování ve Ski areálu v Mostech u Jablunkova. V minulosti na úpatí hory fungoval lyžařský vlek vzdálený cca 200 metrů od chaty.

## Turistika
Na samotný vrchol Studeničného nevede vyznačená stezka, ale k chatě vedou dvě: zelená ze Svrčinovce (6 km) a červená z Mostů u Jablunkova (2,5 km) nebo z Girové (2 km) a Bukovce (7,5 km).
Přes Studeničné vedou dvě značené cyklostezky KČT a to z Jablunkova přes Pláňavu na Studeničné a z Mostů u Jablunkova přes Studeničné do Bukovce. Také je zde značena kombinovaná cyklotrasa Radegast CykloTrack „Trojmezí“ a vede zde i trackingová cyklostezka MTB Beskydy, Bike Land Gorolia.
Okolo chaty vede upravovaná běžkařská trasa „Gírovská magistrála“ z Jablunkova přes Mosty u Jabl., Studeničné, Girovou, Komorovský Grúň do Bukoveckých Bařin.